# 日本シナプス
株式会社日本シナプス（にほんシナプス）は、東京都渋谷区に本社を置く人材コンサルタント＆アウトソーシング企業。自動車分野の整備士や技能者の派遣、各種専門職の人材派遣、専門店や各種施設の運営業務受託などを主な事業領域としている。学生向けの就職コンサルタント業や累計販売部数100万部超の就職の赤本シリーズを「就職総合研究所」の著作名義で出版している。また、2021年3月から自動車分野の技能者とユーザーをつなぐマッチングサイト「くるまの職人net」の運営を開始した。

## 社名の由来
日本シナプスは、人の体内で膨大な神経細胞をつなぎ、互いの情報のやりとりをするシナプスが語源となっている。これを人と人の「意思の伝達」に例え、1人1人が意思を伝え合う職場づくりやお互いの自立心を高めることに関連させている。またギリシャ語でシナプスは「繋ぐ」という意味をもつことから、人と人のネットワークやコミュニケーションの向上を目指す意図も含む。

## 事業内容
- アウトソーシング事業
  - 自動車分野の整備士や技能者の派遣・業務受託
  - 各種専門職や販売員の人材派遣
  - 専門店や各種施設の運営業務受託
  - 業務管理システムの構築
- プラットフォーム事業
  - くるまの職人net(サイト)運営
  - 法人取引先の業務受託
- 販売促進・マーケティング事業
  - 各種イベント・セールスプロモーション制作
  - 各種アンケート調査、各種市場調査
- 就職コンサルタント事業（就職総合研究所）
  - 就職の赤本シリーズの電子書籍出版
  - 就職・採用コンサルタント

## 役員構成
- 代表取締役　木村光宏

## 主な出版物・その他
- 就職の赤本（著者:就職総合研究所・発売:日本シナプス）
- エントリーシート･履歴書･面接の表現術（著者:就職総合研究所・発売:日本シナプス）
- 内定引力 履歴書 （著作:就職総合研究所・発売:日本シナプス）

## 許認可
- 一般労働者派遣事業：派13-301387
- 有料職業紹介事業：13-ユ-301044
- くるまの職人：商標登録第6389411号